# Öörahu
Öörahu est une île d’Estonie située sur le Comté de Lääne.